# Hodierna tripoliszi grófné
Hodierna tripoliszi grófné (latinul: Hodierna vagy Odierna, comitissa Tripolis vagy Tripolitana, franciául: Hodierne; 1115–17 között – 1161 vagy utána, december 21.) frank és örmény származású szentföldi előkelő, jeruzsálemi királyi hercegnő, II. Rajmund tripoliszi gróf feleségeként 1137–1152 között Tripolisz grófnéja, majd kiskorú fia mellett 1152–1155 között a grófság régense.
II. Balduin jeruzsálemi király harmadik leánya. Politikai érdekházasságot kötött II. Rajmund tripoliszi gróffal, frigyüket hatalmi és házastársi féltékenység árnyékolta be. Fejedelemnéként részt vett a grófság kormányzásában, szoros együttműködése nővérével, Melisenda jeruzsálemi királynővel hosszabb távon iránymutatónak bizonyult a jeruzsálemi–tripoliszi kapcsolatokban. Jaufré Rudel okcitán trubadúr távoli rajongásának tárgyaként alakja a költészetben élt tovább.

## Élete

### Származása és gyermekkora
1115 és 1117 között született II. Balduin edesszai gróf (1060-as évek – 1131) és Morfia melitenei úrnő († 1026/27) harmadik gyermekeként. Édesapja, II. Balduin a frank retheli grófok leszármazottjaként, Bouillon Gottfried és Boulogne-i Balduin rokonaként részt vett az első keresztes hadjáratban; 1100-ban került Edessza élére, mikor I. Balduin ráhagyta a trónt, hogy ő maga átvehesse a jeruzsálemi örökséget. Hodierna édesanyja, a keleti keresztény Melitenei Morfia egy helybéli örmény fejedelem leánya volt. A házaspárnak összesen négy leánya született: még apjuk edesszai uralma alatt Melisenda, apjuk örököse; Aliz, aki felnővén az antiochiai fejedelemhez ment nőül; Hodierna; végül már a jeruzsálemi udvarban Ioveta, aki szerzetesi fogadalmat tett, és betániai apátnőként unokaöccsei és -húgai nevelésében játszott fontos szerepet. Nevüket mindannyian valamelyik apai rokonuk után kapták; Hodierna esetében ez a dédanyját, Hodierna de Gometzet és nagynénjét, Retheli Hodiernát jelentette.
Egy korabeli szír krónikás azt írta, a nővéreket édesanyjuk az örmény hagyomány szerint nevelte. Apjuk 1118-ban lett Jeruzsálem királya, de felesége és leányai csak az országhatárok biztosítása után, 1119-ben költöztek Jeruzsálembe, egészen addig a túlnyomó többségében keletiek – örmények, illetve görög ortodoxok – lakta Edesszában éltek. Anyjuk örmény származására, illetve görög ortodox vallására, valamint gyermekkoruk helyszínére tekintettel a nővérek beszélhettek valamennyit örményül és görögül apjuk és a jeruzsálemi udvar nyelve, a francia mellett.
Hodierna messze földön híres volt szépségéről, megjelenésének méltatása a szentföldi zarándokok révén már életében elterjedt szerte Európában, olyannyira, hogy az életéről szóló legenda szerint Jaufré Rudel okcitán trubadúr azért vett részt a második keresztes hadjáratban, hogy láthassa a grófnét.

### Házassága és gyermekei
1135 körül politikai érdekházasságot kötött Rajmund tripoliszi trónörökössel (1116 k. – 1152), Pons tripoliszi gróf és Cecília francia királyi hercegnő elsőszülött fiával. A jeruzsálemi hercegnő és a tripoliszi herceg összeházasítása minden bizonnyal a jeruzsálemi–tripoliszi együttműködést hivatott megszilárdítani, miután az 1120-as évek elején Pons nyíltan szembeszegült II. Balduinnal. Az eljegyzéssel kapcsolatos tárgyalások már 1222-ben elkezdődhettek, magára a kézfogóra pedig 1127 táján sor kerülhetett, de az esküvőt a menyasszony korára tekintettel évekkel elhalasztották. Steven Runciman 20. századi történész szerint férje „féltékenyen és odaadóan szerette” Hodiernát; feleségét ezért megpróbálta a keleti szokások szerint elzárva tartani, ami heves ellenállást váltott ki a határozott, erős akaratú asszonyból. Kevin J. Lewis történész azt feltételezi, a házastársi viszony elmérgesedésében szerepet játszott, hogy II. Rajmund egyfelől nem tudott hadi, politikai vagy kormányzati sikereket felmutatni, másfelől Hodierna egy király leányaként, egy királynő testvéreként és egy másik király nagynénjeként előkelőbbnek és befolyásosabbnak számított férjénél – a rangbéli különbséget, mely a középkorban jellemző férfi–női hatalmi viszonynak éppen a fordítottja volt, Türoszi Vilmos is éreztette históriájában. Kapcsolatukat tovább terhelték a Hodierna hűtlenségével kapcsolatos híresztelések.
Hodiernának és II. Rajmundnak két gyermeke született:
- Rajmund (1140–1187), 1152–1187 között Tripolisz grófja, 1174–76 és 1185–86 között Jeruzsálem régense, felesége Eschiva galileai hercegnő;
- Melisenda (? – 1160 után), I. Manuél bizánci császár jegyese.

Jeruzsálemi rokonságával házasságkötése után is szoros kapcsolatot ápolt, erre enged következtetni, hogy 1138 decemberében, már férjes asszonyként és hitvese trónra lépése után Akkonban időzött sógora és nővére vándorló udvarával.

### Tripoliszi grófnéként és régensként
II. Rajmund 1137-ben került Tripolisz keresztes fejedelemségének élére, miután apját egy vesztes csata utáni menekvés közben a helyi keresztények elfogták és átadták muszlim ellenfelének, aki kivégeztette. Hodierna nemcsak grófné, hanem ingatlantulajdonos is volt Tripoliszban: La Gloriete néven saját kertet birtokolt; ehhez valószínűleg saját rezidencia is társult. A középkori, Európa-szerte dokumentált „gloriettek” főleg az előkelő hölgyek és általában a család magánéletének helyszínei voltak; a nyugati keresztény világban Hodierna kertjéé a legkorábbi, és a latin Közel-Keleten az egyetlen említés.
Hodierna keresztes fejedelemnéként többször is politikailag együttműködött nénjével, a II. Balduin halála után jeruzsálemi királynőként uralkodó Melisendával. 1148-ban Alfonz Jordán toulouse-i gróf a második keresztes hadjárat ürügyén Akkonba érkezett, de csakhamar mérgezés gyanújára okot adó körülmények között meghalt. I. Rajmund tripoliszi gróf fiaként Alfonz Jordán erős trónigénnyel léphetett volna fel II. Rajmunddal és Hodiernával szemben. Esetleges meggyilkolását illetően több elmélet született a középkori krónikások és a modern történészek körében; az egyik elterjedt változat szerint a testvéreiről féltően gondoskodó Melisenda a húga érdekében szervezhette meg az Alfonz Jordán elleni merényletet, vagy legalábbis hunyt szemet felette, mert így elhárult a sógora és Hodierna uralmának legitimitását fenyegető veszély. Alfonz Jordán keresztes fogadalmának teljesítését balkézről származó Bertrand nevű fia vette magára, aki a muszlim történetírók szerint egyúttal Tripoliszra is pályázott. Bertrand bevette magát a tripoliszi fennhatóság alá tartozó arimai erődbe, mire II. Rajmund a szaracénoktól, a moszuli és a damaszkuszi emírtől kért segítséget a vele való leszámoláshoz. Engedélyével a szaracénok sikeresen megostromolták Arimát és aleppói rabságba hurcolták Bertrandot. Gembloux-i Sigebert krónikájának folytatója, valamint a Nangis-i Vilmos művét feldolgozó történetíró is arról tudósít, a szaracénokkal nem II. Rajmund, hanem Hodierna és Melisenda játszott össze Bertrand elveszejtésére.
Grófnéként részt vett a kormányzati ügyek mindennapos intézésében II. Rajmund mellett, erre utal, hogy 1151-ben fiával együtt beleegyezését adta az ispotálynak tett adományhoz.
1152-re Hodierna és II. Rajmund viszonya annyira megromlott, hogy Melisenda és fia, III. Balduin jeruzsálemi király áprilisban vagy májusban személyesen kereste fel őket Tripoliszban a nézeteltérések elsimítására. Ugyanekkor a városba hívták Hodierna unokahúgát, Konstancia antiochiai fejedelemnőt, akit III. Balduin, Melisenda és Hodierna egyesült erővel, ám hiába próbáltak meggyőzni az újraházasodásról. A családi találkozó azzal az elhatározással végződött, hogy III. Balduin a muszlim fenyegetés miatt Tripoliszban marad, Hodierna viszont nővérével Jeruzsálembe utazik hosszabb vakációra. A megoldás drasztikussága mutatja Hodierna és II. Rajmund házassági válságának mélységét. II. Rajmund elkísérte egy darabon a szintén távozó Konstancia fejedelemnőt; hazamenetele közben, már a vár tövében, a barbakán és a belső várfal között a nizári aszaszinok rajtaütöttek és meggyilkolták. A frissen megözvegyült Hodierna grófnét futárok hívták vissza, hogy vegye magára a régensséget kiskorú fia mellett. Visszatérte után a tripoliszi bárók hűséget fogadtak neki és kiskorú gyermekeinek. A tripoliszi uralkodó halálát kihasználva Núr ad-Dín aleppói emír elfoglalta Tortoszát, de III. Balduin rövidesen visszaszerezte, és a régensnő beleegyezésével a templomosoknak adta.
Hodierna személyében olyan régens került Tripolisz élére, aki járatos volt a kormányzati ügyekben, régóta ismerte a grófság viszonyait, ráadásul a rokonság miatt hűséges volt a jeruzsálemi királyhoz. Régenssége minden bizonnyal 1155-ben ért véget, amikor tizenötödik életévének betöltésével fia nagykorúnak számított; de Hodierna feltehetően ezután is rendszeresen segítette őt tanácsokkal. A Hodierna révén megalapozott jeruzsálemi–tripoliszi együttműködés nem szűnt meg, fia uralkodása alatt is folytatódott.
1157-ben Melisenda királynő beleavatkozott a jeruzsálemi pátriárka kiválasztásába, hogy az általa pártfogolt Nesle-i Amalrik nyerje el a címet. Türoszi Vilmos Historia rerum in partibus transmarinis gestarum című krónikájának egyik kézirata szerint a választás eredményét a királynő beavatkozása „Hodierna úrnő, Tripolisz grófnéja, Melisenda úrnő nővére és Szibilla úrnő, Flandria grófnéja, a király nővére erőfeszítéseivel és tanácsára” történt.
1159-ben elhunyt a bizánci császárné, s a megözvegyült I. Manuél a két tengerentúli keresztes hercegnő, Antiochiai Mária és Tripoliszi Melisenda egyikét szerette volna elvenni. Melisenda Hodierna leánya, Mária az unokahúga volt. III. Balduin király az Antiochia feletti bizánci befolyás erősödésétől tartva Tripoliszi Melisendát ajánlotta menyasszonynak. Tripoliszba bizánci küldöttség érkezett a hercegnő szemrevételezésére; Hodierna grófné, a fia és Melisenda királynő pedig gazdag kelengyét és hozományt gyűjtöttek az ifjabb Melisendának. Türoszi Vilmos beszámolója alapján „a királyokét is túlszárnyaló ékszergyűjteményt”, ezüst étkészletet, pompás lószerszámokat és egyéb használati tárgyakat készíttettek a menyasszonynak. 1161 júliusában Melisenda már „a konstantinápolyi trónus leendő császárnéjaként” tanúskodott egy oklevélen. A bizánciak azonban megváltoztatták szándékukat: a császári udvarba visszatérő követség jelentést tett azokról a pletykákról, melyek kétségbe vonták Melisenda törvényes származását, mert állítólag akkor született, amikor apja és Hodierna nem voltak jó viszonyban. Jóannész Kinnamosz bizánci krónikás arról is tudósít, hogy Melisenda nem volt teljesen egészséges. Kevin J. Lewis történész szerint Melisenda valóban beteges természetű lehetett, erről árulkodik a 13. századi francia Lignages d’Outremer is, mely azt írja, a leány kisgyermekként meghalt. I. Manuél végül véget vetett a tripoliszi házasság előkészületeinek, s Melisenda helyett 1161 decemberében Antiochiai Máriával kelt egybe. A tripoliszi grófkisasszony a frigy meghiúsulása után E. A. Babcock és A. C. Krey, Türoszi Vilmos krónikájának angol fordítói szerint zárdába vonult; ám erre vonatkozólag nem adnak meg elsődleges forrást. Kevin L. James történész felhívta rá a figyelmet, hogy ez az információ egyetlen korabeli forrásműben sem szerepel, ezért a fordítók feltehetően a Rudel életéről szóló legenda alapján juthattak erre a következtetésre.
1161 júliusában Hodierna özvegy grófné tanúkénti feltüntetése egy oklevélen azt bizonyítja, hogy Názáretben volt a jeruzsálemi királyi udvarban. Melisenda nővére ekkor ágyhoz kötött beteg volt, s Türoszi Vilmos históriájából ismeretes, hogy Hodierna és húga, Ioveta hónapokon keresztül ápolták testvérüket, egészen annak 1161. szeptember 11-én bekövetkezett haláláig.

### Halála és emlékezete
Elhunytának pontos dátuma nem ismert. A fontevraud-i apátság nekrológjában neve december 21. alatt szerepel, az évet azonban nem tüntették fel. 1161 őszén még a nővérét ápolta; halálának legkorábbi lehetséges időpontja ezért az év decembere. Fiának, Rajmundnak az anyja révén a jeruzsálemi királyi családhoz való rokoni kötődése jelentette az alapot arra, hogy két alkalommal is Jeruzsálem régense lehessen.
Emlékezete Jaufré Rudel okcitán trubadúrnak iránta érzett „távoli szerelme” kapcsán maradt fent. A Rudel életéről szóló ének szerint Hodierna szépségének híre a zarándokokon keresztül eljutott francia földre. Rudel látatlanul is beleszeretett, verseket írt hozzá, majd annak reményében, hogy megpillanthatja a gyönyörű asszonyt, csatlakozott a második keresztes hadjárathoz. A hajóúton azonban megbetegedett. A haldoklót a tripoliszi ispotályba szállították; amikor ottlétéről a grófné tudomást szerzett, meglátogatta a trubadúrt, aki a karjai közt hunyt el. Az ének szerint ezután a költő halála feletti bánatában Hodierna zárdába vonult. A történet később Petrarca, Heinrich Heine, Robert Browning és Giosuè Carducci műveiben, P. G. Wodehouse Gáz van, Jeeves! (The Code of the Woosters) regényében éledt újra. Egyik legismertebb modern újramesélése Edmond Rostand La Princesse Lointaine (magyarul A napkeleti királykisasszony és a Messzi hercegkisasszony címen is ismert) drámája, melyben az imádott nő nem Hodierna jeruzsálemi királyi hercegnő, hanem leánya, Melisenda.
A történészek körében a négy jeruzsálemi nővér közül hosszú ideig Melisenda és Aliz élvezett kitüntető figyelmet, Hodierna és Ioveta többnyire mellőzöttek a keresztes háborúkkal foglalkozó modern munkákban. Ebben a Tripoliszi Grófság történelmének és belügyeinek rosszul dokumentáltsága is nagy szerepet játszik. Jean Richard 20–21. századi francia történész Hodierna régensségét is vitatta. A 2010-es években Kevin J. Lewis történész foglalkozott behatóbban Hodierna életútjával és értékelte fel politikai szerepvállalását.